# سامانه جراحی داوینچی
سیستم رباتی داوینچی، محصولی از شرکت آمریکایی اینتیوتیو سرجیکال (Intuitive Surgical) است که جراحی لاپاراسکوپی انجام می‌دهد. این سیستم جراحی رباتیک، جراحان را قادر به انجام جراحی‌های پیچیده می‌سازد. چهار سیستم بازوی روباتیک فرمان‌ها را از یک سیستم بینایی 3D HD می‌گیرند. سیستم بینایی از یک آندوسکوپ 3D و تجهیزات برای پردازش تصویر که تصاویر از آناتومی بیمار در حین عمل جراحی را پردازش می‌کند تشکیل شده‌است.